# Laguna El Juncal
La laguna El Juncal era un importante cuerpo de agua ubicado en las proximidades de la actual ciudad de Viedma. De unos 60 km de longitud y 4 km de ancho, se extendía de forma paralela al río Negro separada de él por aproximadamente 6 o 7 km. Como fuente de recursos animales y vegetales en medio de la meseta patagónica, fue un ambiente muy habitado por diferentes poblaciones humanas. Los vestigios de esas poblaciones constituyen importantes sitios arqueológicos que fueron estudiados por numerosos investigadores desde el siglo XIX.

## Historia reciente

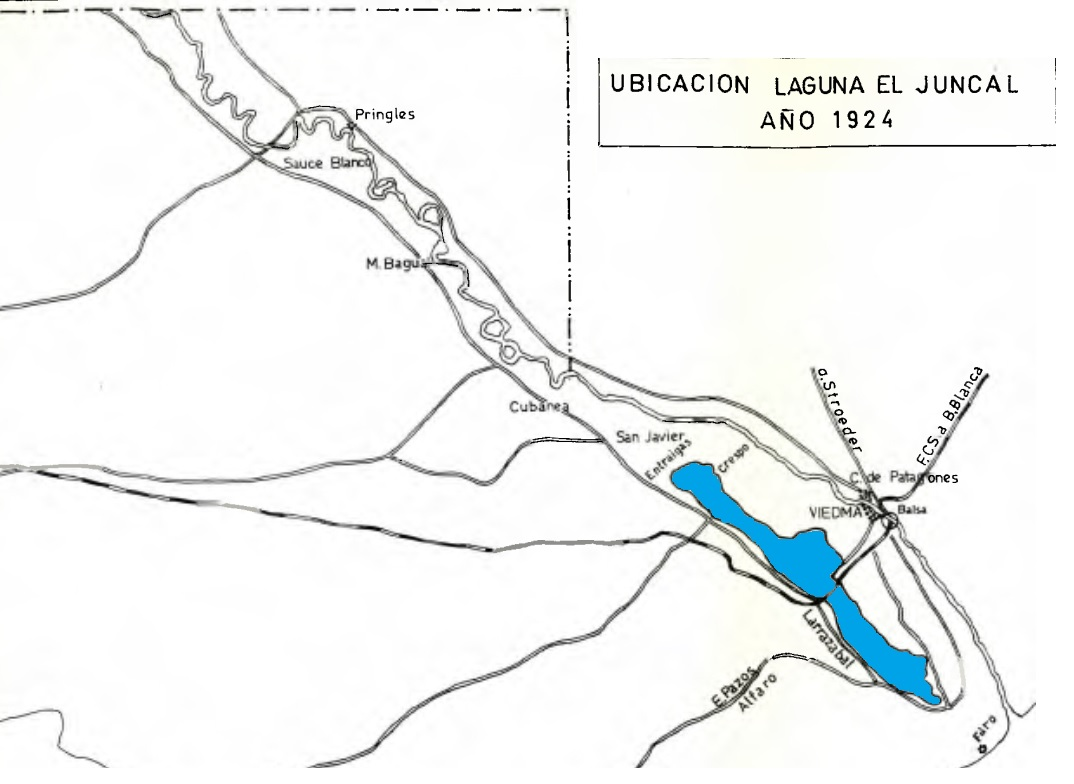
Ubicación de la laguna. Croquis elaborado en 1981 en base a testimonios de 1924.

El río Negro es navegado por primera vez por europeos el 22 de febrero de 1779, estableciéndose el Fuerte del Carmen (actuales localidades de Viedma y Carmen de Patagones) el 22 de abril de ese mismo año. La laguna lindante al río sería "descubierta" por los españoles el 30 de noviembre de 1780.
En 1829 el naturalista francés Alcide d'Orbigny realizó la siguiente descripción de la laguna: 

«...un pequeño mar de una legua de ancho, sin duda en el antiguo lecho del río Negro, que se extiende desde cinco o seis leguas arriba del Carmen, se llena de agua de crecientes y se seca difícilmente. Esa laguna, de olas agitadas cuando sopla el viento, esta cubierta a sus orillas de juncos, albergue de gran numero de pájaros acuáticos de todo género.»

El 29 de mayo de 1829 d'Orbigny presenció también la inundación del Fuerte del Carmen. 

«La población o villorio de la otra orilla estaba en parte bajo el agua; el ganado se ahogaba en los corrales y los pobladores que no pudieron huir subían a los techos de sus casas; pero éstas construidas de tierras, socavadas por las olas, se derrumbaban sucesivamente y arrastraban, en su caída, a familias enteras, que luchando contra la corriente se asían a maderos flotantes y ganaban los techos todavía incólumes, sin que desde el Carmen pudiera socorrersélas.» 

A mediados de 1870 ocurrió otra inundación pero la más grave fue la inundación en 1899 ―con graves consecuencias para la población de Viedma y alrededores―. Tras esta última comenzaron una serie de evaluaciones tendientes a controlar el cauce del río y los desbordes de la laguna.

### Desecación
El ingeniero Cesar Cipolletti sugirió canales de desagüe y la obstrucción de las bocas de entradas en los zanjones que alimentaban la laguna. Al poco tiempo el ingeniero Eliseo Schieroni tuvo a su cargo la construcción de una parte del proyecto de canal de desagüe. 
Finalmente se construyeron los terraplenes y la tierra comenzó a utilizarse para ganadería. Hacia la década de 1930, la laguna fue totalmente desecada, logrando evitar anegamientos e inundaciones de la zona y mejorar las vías de comunicación entre los pueblos vecinos.

## Asentamientos
Los bordes de la laguna fueron poblados por grupos humanos desde hace casi 3000 años. Los vestigios de esos asentamientos llamaron la atención de los primeros naturalistas que visitaron la región durante viajes exploratorios desde el siglo XIX. En particular, enormes concentraciones de entierros humanos (cementerios) dan cuenta del uso intensivo de la laguna por diferentes poblaciones humanas. 
Luego de la desecación de la laguna, las obras realizadas para preparar los terrenos agrícolas provocaron el hallazgo de una serie de entierros. En 1970 un equipo dirigido por Rodolfo Casamiquela extrajo esqueletos en moldes de yeso. Esos esqueletos fueron preparados para ser exhibidos en diferentes museos regionales de la Provincia de Río Negro, atendiendo a parámetros museológicos de la época. Uno de ellos fue trasladado al Museo Provincial Carlos Ameghino de la ciudad de Cipolletti y, de allí, en calidad de préstamo, al Museo Estación Cultural, de la ciudad de Fernández Oro. 